# The Extremist
The Extremist es el cuarto álbum de rock instrumental grabado por Joe Satriani lanzado el 21 de julio de 1992 y relanzado en el año 1997 con el catálogo entero de Epic Records.
La pista "Summer Song" fue utilizada para un comercial de Sony durante la época de su lanzamiento y actualmente se la utiliza mucho con el automovilismo en la radio y la televisión.
La canción "War" fue utilizada por Disney para promover los productos de los Power Rangers en sus parques temáticos.
Esta placa es clave para Joe Satriani ya que con ella fue nominado a los premios Grammy en la categoría mejor disco instrumental a principios de los años 1990.

## Lista de canciones
1. "Friends" – 3:28
2. "The Extremist (Living on the Edge)" – 3:43
3. "War" – 5:47
4. "Cryin'" – 5:42
5. "Rubina's Blue Sky Happiness" – 6:10
6. "Summer Song" – 5:00
7. "Tears in the Rain" – 1:18
8. "Why" – 4:44
9. "Motorcyle Driver" – 4:58
10. "New Blues" – 6:57

- Datos: Q1755659